# Konstantyn (Jessienski)
Konstantin, imię świeckie Emmanuił Mawrikijewicz Jessienski-Lubek, następnie skrócone Manuił Mawrikijewicz Jessienski (ur. 7 maja?/20 maja 1907 w Petersburgu, zm. 31 maja 1996) – biskup Rosyjskiego Kościoła Prawosławnego poza granicami Rosji.

## Życiorys
Był synem urzędnika kancelarii carskiej. Po rewolucji październikowej jego ojciec został uwięziony i stracony; inni członkowie rodziny emigrowali do Rygi. Dowiedziawszy się o śmierci męża, matka przyszłego biskupa zmarła wskutek ataku serca. W młodości Manuił Jessienski pracował w aptece, a także uczył się ikonopisania w pracowni staroobrzędowego ikonografa Pimiena Sofronowa. W 1928 z błogosławieństwa metropolity ryskiego Jana podjął naukę w seminarium duchownym. Po jej ukończeniu wyjechał w 1930 do Paryża, gdzie ukończył studia teologiczne w Instytucie św. Sergiusza z Radoneża. W 1932 przyjął święcenia kapłańskie z rąk metropolity zachodnioeuropejskiego Eulogiusza jako celibatariusz. W tym samym roku wyjechał do Berlina na studia medyczne. Był równocześnie proboszczem parafii św. Aleksego w Berlinie.
Po sześciu latach ks. Manuił Jessienski wystąpił z jurysdykcji Zachodnioeuropejskiego Egzarchatu Parafii Rosyjskich i przystąpił do Rosyjskiego Kościoła Prawosławnego poza granicami Rosji. W 1949 emigrował do Stanów Zjednoczonych. Służył początkowo w Trenton i w Waszyngtonie, a następnie został proboszczem parafii Opieki Matki Bożej w Glenn Cove. W tamtejszej cerkwi, urządzonej w garażu, sam wykonał ikonostas i pozostałe ikony W październiku 1967, w związku z planami wyświęcenia go na biskupa, złożył wieczyste śluby mnisze w monasterze Trójcy Świętej w Jordanville, na ręce arcybiskupa syrakuskiego i troickiego Awerkiusza, który nadał mu imię zakonne Konstantyn. Jego chirotonia biskupia odbyła się w tym samym roku. Konstantyn (Jessienski) otrzymał wówczas godność biskupa Brisbane.
W 1978 biskup Konstantyn został wikariuszem eparchii wschodnioamerykańskiej z tytułem biskupa bostońskiego, natomiast w 1981 objął katedrę Richmond i Wielkiej Brytanii. W ciągu czterech lat posługi w tym kraju poważnie zapadł na zdrowiu, toteż w 1985 odszedł w stan spoczynku i wrócił do Stanów Zjednoczonych. Osiadł początkowo w Nowej Pustelni Korzennej, a po sześciu latach, w poszukiwaniu korzystniejszego dla zdrowia klimatu, wyjechał do monasteru Chrystusa na Wzgórzach w Blanco w Teksasie. Jako biskup prowadził bardzo surowy, ascetyczny tryb życia. Zmarł w 1996 wskutek zapalenia płuc i został pochowany na terenie monasteru w Blanco. W 2014, w związku z zamknięciem tego klasztoru, ciało duchownego zostało ekshumowane i przeniesione na cmentarz monasterski w Jordanville. Ujawniono wówczas, że szczątki hierarchy nie uległy rozkładowi.